# Gio Ponti
Gio Ponti (Milão, 18 de novembro de 1891 — ibid., 16 de setembro de 1979) foi um arquiteto e designer italiano.

## Biografia
Nasceu em Milão, dos pais Enrico Ponti e Giovanna Rigone. Gio Ponti fez serviço militar durante a Primeira Guerra Mundial nas Forças de Pontonier com o posto de Capitão, de 1916 até 1918, recebeu a medalha de bronze e a Cruz Militar.
Gio Ponti se graduou em arquitetura em 1921 pela Politécnica de Milão, e montou um estudio com os arquitetos Mino Fiocchi e Emilio Lancia em Milão. Mais tarde, ele foi parceiro com Lancia (Studio Ponti e Lancia, PL: 1926-1933); depois foi com os engenheiros Antonio Fornaroli e Eugenio Soncini (Studio Ponti-Fornaroli-Soncini, P.F.S.:1933-1945).
Em 1921, se casou com Giulia Vimercati; eles tiveram quatro filhos e oito netos.
Em 1923 participou na primeira exibição bienal das artes decorativas em Monza, a qual foi seguida por seu envolvimento em organização da subsequente exibição trienal em Monza e em Milão.
De 1923 à 1230 ele trabalhou na Manufattura Ceramica Richard Ginori, em Milão e em Sesto Fiorentino, mudando completamente a imagem da companhia.
Em 1928 ele fundou a revista Domus. De 1936 a 1961 ele foi professor permanente na Faculdade de Arquitetura na Politécnica de Milão.
Em 1941 Giò Ponti resignou ao cargo de editor da revista Domus e criou a revista Stile, que foi editada até 1947. Em 1948 ele rotornou à Domus, da qual permaneceu editor até o fim de sua vida.
Em 1952 foi parceiro com o arquiteto Alberto Rosselli (Studio Ponti-Fornaroli-Rosselli, P.F.R>:1952-1976); após a morte de Rosselli ele continuou a trabalhar com seu velho companheiro Antonio Fornaroli.
Gio Ponti morreu em 16 de setembro de 1979.

## Obras (seleção)

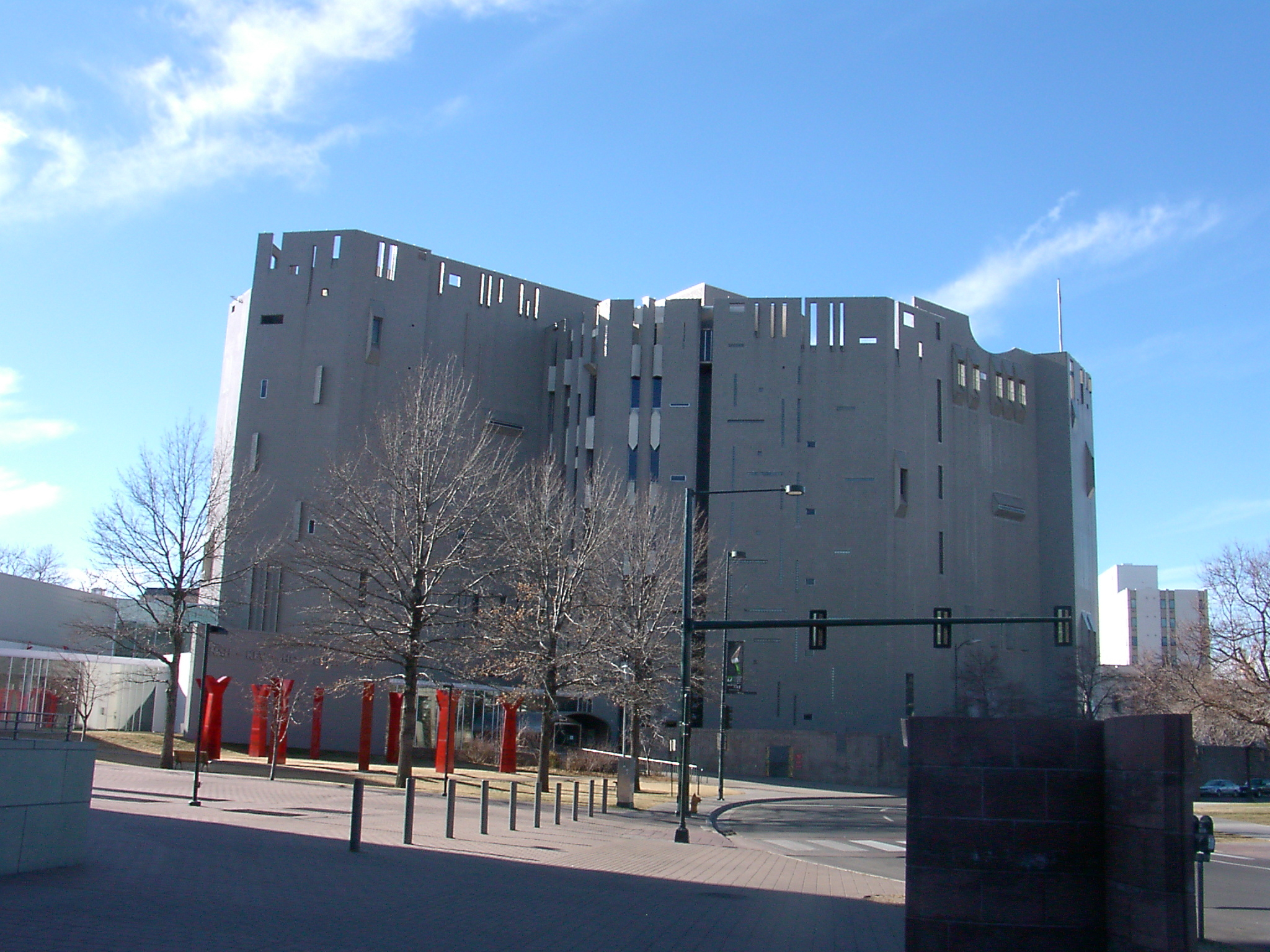
Denver Art Museum, Denver, Estados Unidos (1966–1972)

- 1934 Faculdade de matemática da Universidade de Roma
- 1936 Edifício comercial "Primo Palazzo Montecatini" em Milão
- 1952 Edifício comercial "Secondo Palazzo Montecatini" em Milão
- 1955-1959 Villa com parque, Lago Como
- 1958 Torre de Pirelli (com Pier Luigi Nervi, Arturo Danusso e outros)
- 1967 Chiesa per l'Ospedale di San Carlo em Milão
- 1971 La Concattedrale em Tarent
- 1974 Denver Art Museum em Denver, Estados Unidos

Arquiteturas por Gio Ponti fotografados por Paolo Monti
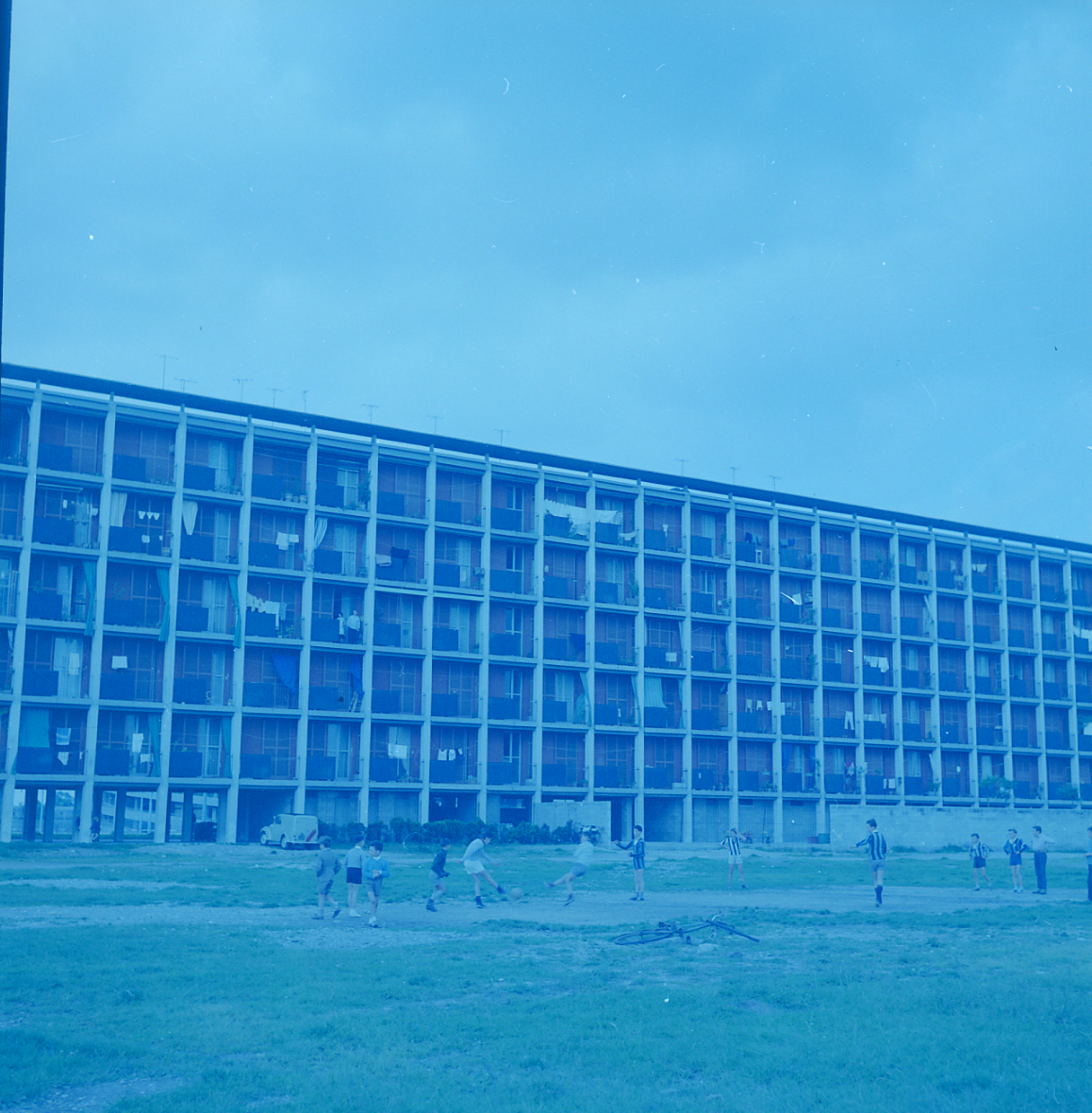
Barrio Harar, Milão (1950)
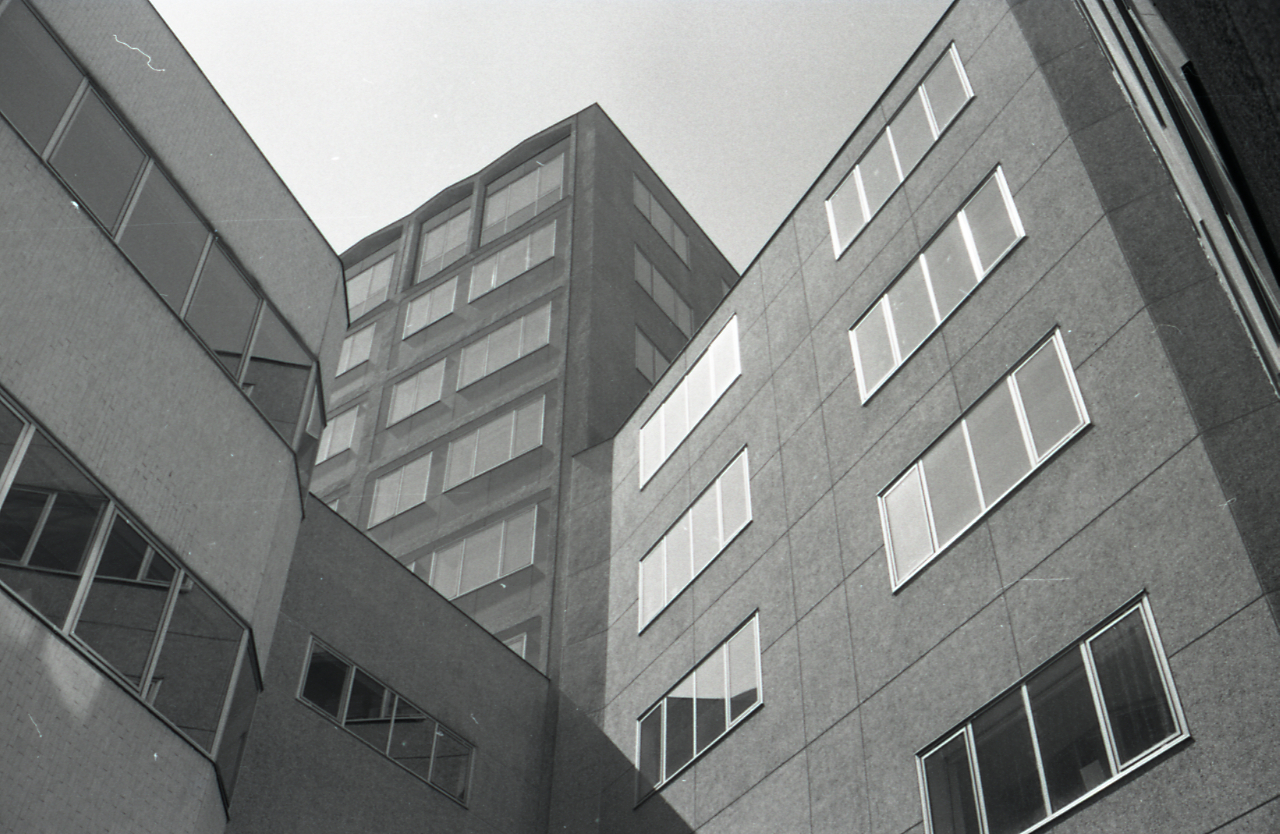
Edificio RAS, Milão (1956-1960)

Design por Gio Ponti fotografados Paolo Monti
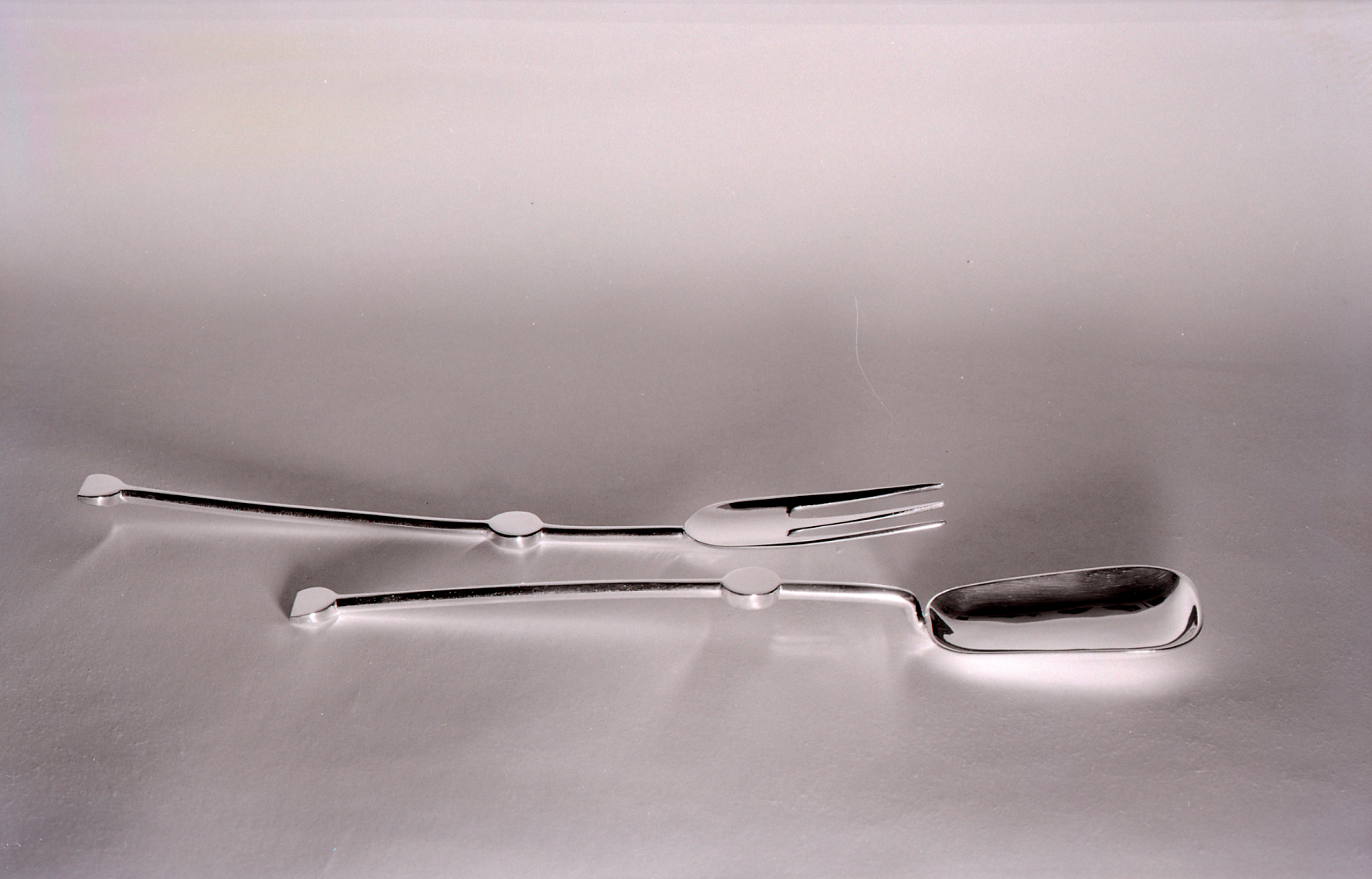
Serviço de sobremesa
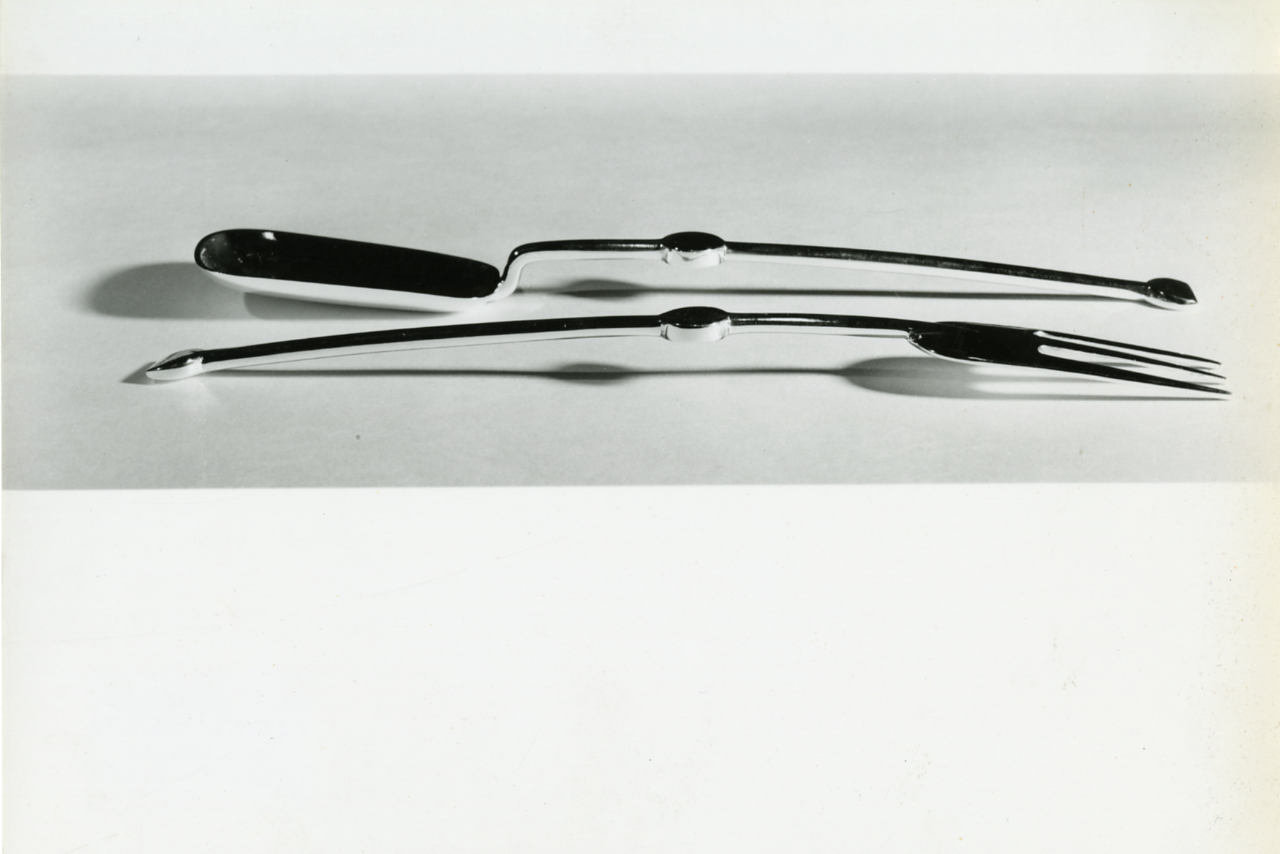
Talheres, circa 1955-1958
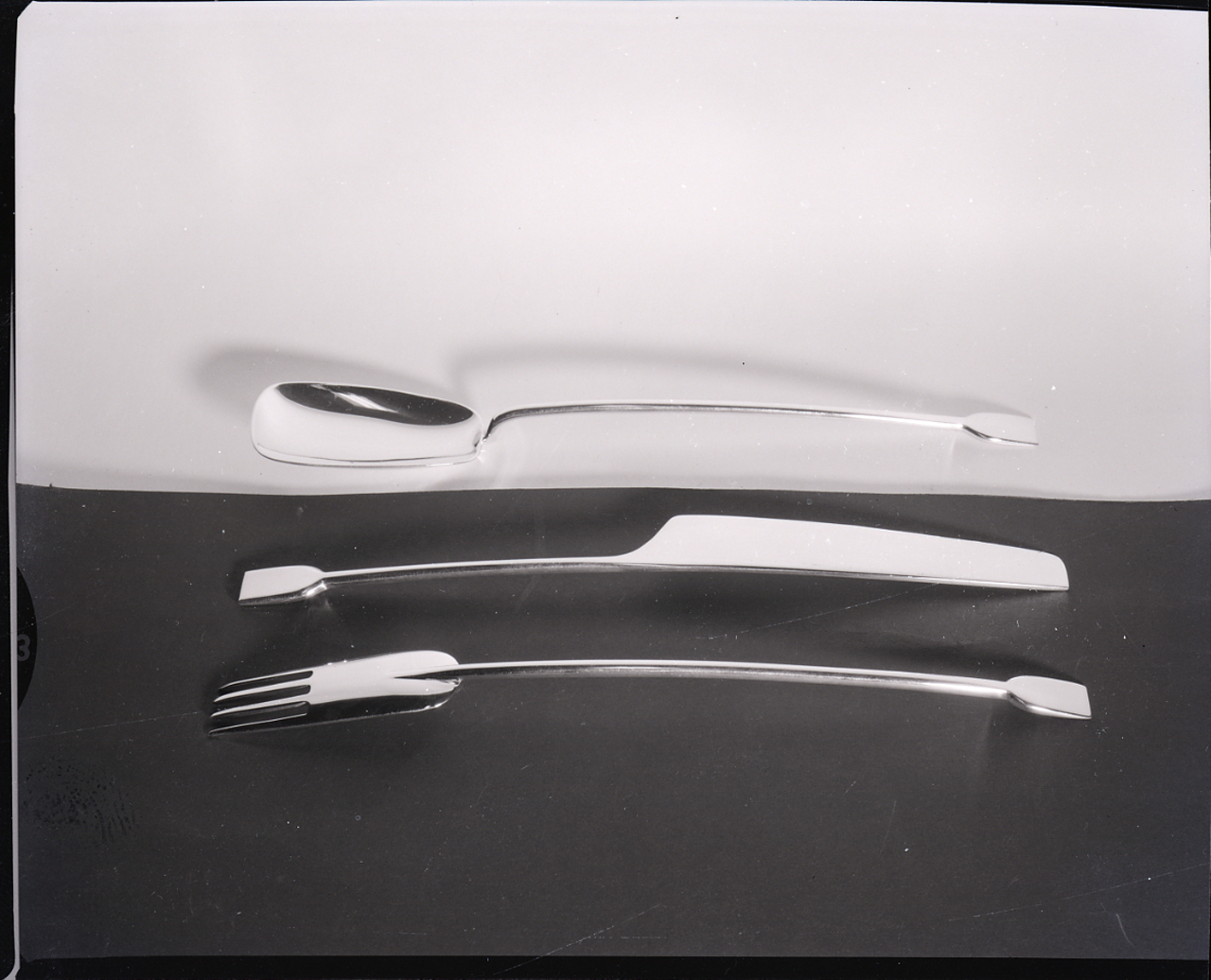
Talheres, circa 1955-1960
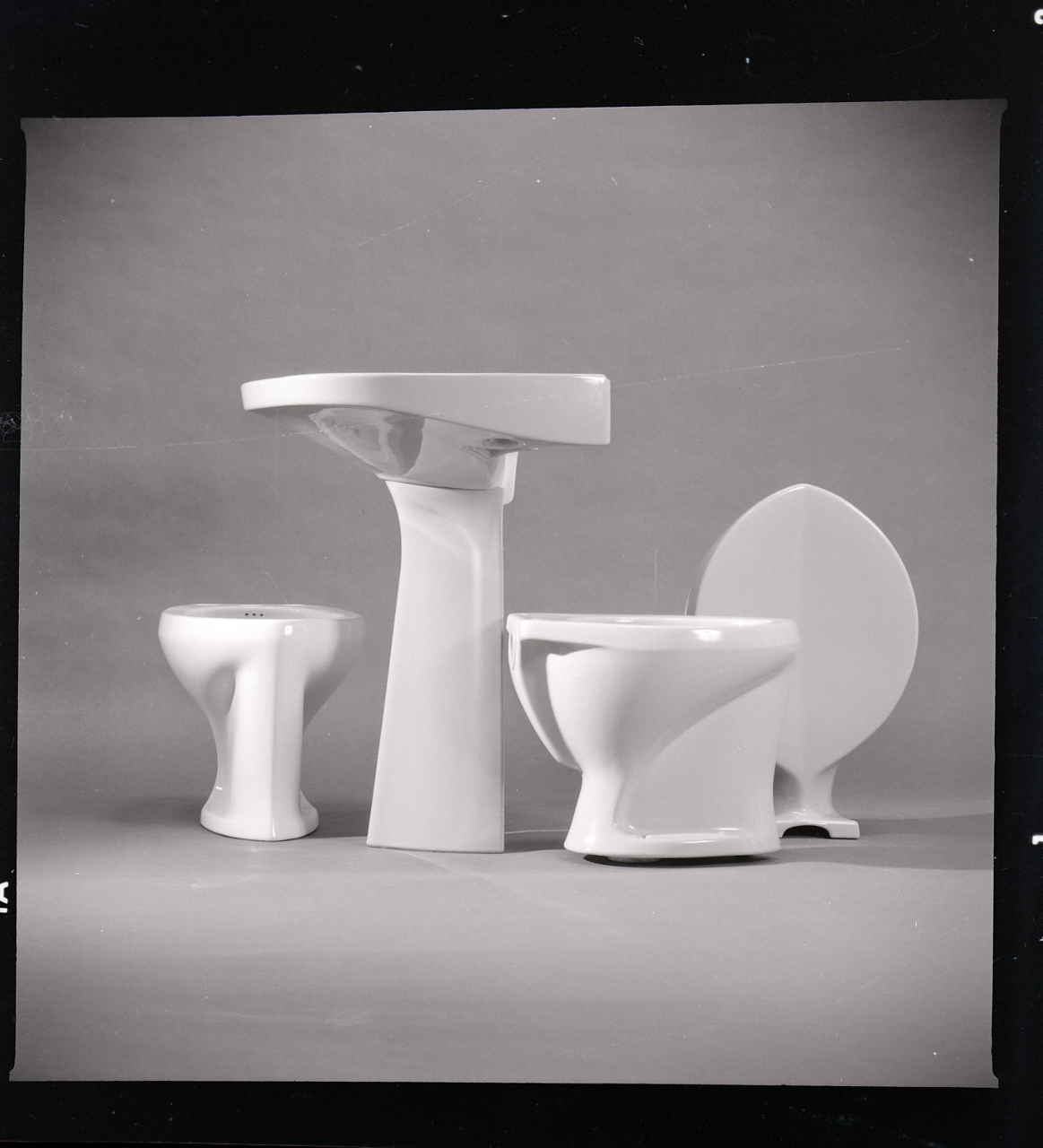
Louça Sanitária por Ideal Standard, circa 1954

## Literatura
- Roccella, Graziella, Gio Ponti: Master of Lightness, Colônia: Taschen, 2009, ISBN 978-3-8365-0038-8
- Green, Keith Evan, Gio Ponti and Carlo Mollino: Post-war Italian Architects and the Relevance of Their Work Today , Lewiston/Queenston/Lampeter: Edwin Mellen Press, 2006
- Romanelli, Marco, Licitra Ponti, Lisa (ed.), Gio Ponti. A World, Milan: Abitare Segesta, 2003
- La Pietra, Ugo, Gio Ponti, Nova Iorque: Rizzoli International, 1996
- Licitra Ponti, Lisa, Gio Ponti, The Complete Work, 1928-1978, Cambridge (Mass.): MIT Press, 1990
- Universo, Mario, Gio Ponti designer: Padova, 1936-1941, Roma: Laterza, 1989
- Doumato, Lamia, Gio Ponti (Architecture series--bibliography), Monticello: Vance Bibliographies, 1981